# Joan Soler i Jové
Joan Soler i Jové (Barcelona, 1934) és un dibuixant i aquarel·lista català.
Nascut l'any 1934 a la ciutat comtal, esdevingué el fill i deixeble del pintor Ramon Soler i Liró, membre fundador del grup artístic Nou Ambient. Cursà els seus estudis formatius a la Llotja i al Cercle Artístic de Sant Lluc. Fruit d'aquesta dedicació rebé beques per poder estudiar l'any 1952 a Madrid i l'any 1962 a París. El 1953 realitzà una exposició individual a la Sala Rovira de Barcelona, indret recurrent de les seves exposicions. Altres ciutats on exposà les seves obres foren Palma, Madrid i l'Hospitalet de Llobregat, aquesta darrera destí d'una llarga sèrie de dibuixos l'any 1969. També realitzà tasques d'il·lustració de llibres i periòdics, sent el món del circ la seva temàtica preferida.